# 中川湧眞
中川 湧眞（なかがわ ゆうま、2002年7月2日 - ）は、ジャパンラグビーリーグワンの花園近鉄ライナーズに所属するラグビーユニオン選手。

## 来歴
中学1年の時に、京都市立勧修中学校でラグビーを始める。2017年、中3の時に、第8回全国中学生ラグビーフットボール大会（太陽生命カップ）で準優勝となる。
京都成章高等学校に進学し、3年時に花園（全国高等学校ラグビーフットボール大会）にウィングで出場し、準優勝となる。青木恵斗（当時 桐蔭学園高校）、矢崎由高（当時 桐蔭学園高校）らとともにトライ王を獲得した。
東海大学ラグビー部でも、ウィングとして2年時から先発出場し、関東大学春季大会で5試合にフル出場で5トライを挙げ、関東大学オールスターゲームにも出場した。3年時では関東大学リーグ戦4試合出場で4トライ。4年時には12試合8トライで、大学選手権（全国大学ラグビーフットボール選手権大会）は初戦敗退となった。
2025年1月24日、ジャパンラグビーリーグワンの花園近鉄ライナーズへの入団を発表した。同年3月、東海大学卒業。